# Scott Pilgrim vs. The World
Scott Pilgrim vs. The World és una pel·lícula d'acció i comèdia dirigida per Edgar Wright, basada en la sèrie de novel·les gràfiques Scott Pilgrim, de Bryan Lee O'Malley. La pel·lícula segueix a Scott Pilgrim (Michael Cera), un jove músic canadenc, que coneix la noia dels seus somnis, Ramona Flowers (Mary Elizabeth Winstead), una missatgera dels Estats Units. Per tal d'aconseguir enamorar Ramona Scott ha d'enfrontar-se als set malvats ex-xicots de la noia que, a més, intenten matar-lo.
Després que es publiqués el primer volum del còmic ja es va plantejar realitzar la pel·lícula Scott Pilgrim vs. the World. Edgar Wright es va interessar en el projecte i el rodatge va començar el març de 2009 a Toronto. El film es va estrenar després d'una conferència a la Comic Con de San Diego, el 22 de juliol de 2010. Va projectar-se a 2.818 cinemes a Nord-amèrica el 13 d'agost de 2010. La pel·lícula va ser la cinquena més vista en el primer cap de setmana després de l'estrena, amb una recaptació de 10,5 milions de dòlars. Scott Pilgrim vs. the World va acabar la cinquena setmana després del seu llançament amb una recaptació a taquilla de 10,5 milions de dòlars. La pel·lícula no va recuperar el seu pressupost mentre es va projectar als cinemes, va guanyar 31,5 milions a Amèrica del Nord i 16 milions a l'estranger. No obstant això, el film va tenir un millor rendiment en l'àmbit domèstic i va obtenir moltes vendes en format Blu-ray durant la primera setmana que va estar disponible i des d'aleshores s'ha convertit en una pel·lícula de culte.

## Repartiment
- Michael Cera: Scott Pilgrim
- Kieran Culkin: Wallace Wells
- Ellen Wong: Knives Chau
- Johnny Simmons: Jove Neil Nordegraf
- Anna Kendrick: Stacey Pilgrim
- Brie Larson: Natalie "Envy" Adams
- Aubrey Plaza: Julie Powers